# Ingvar Ambjørnsen

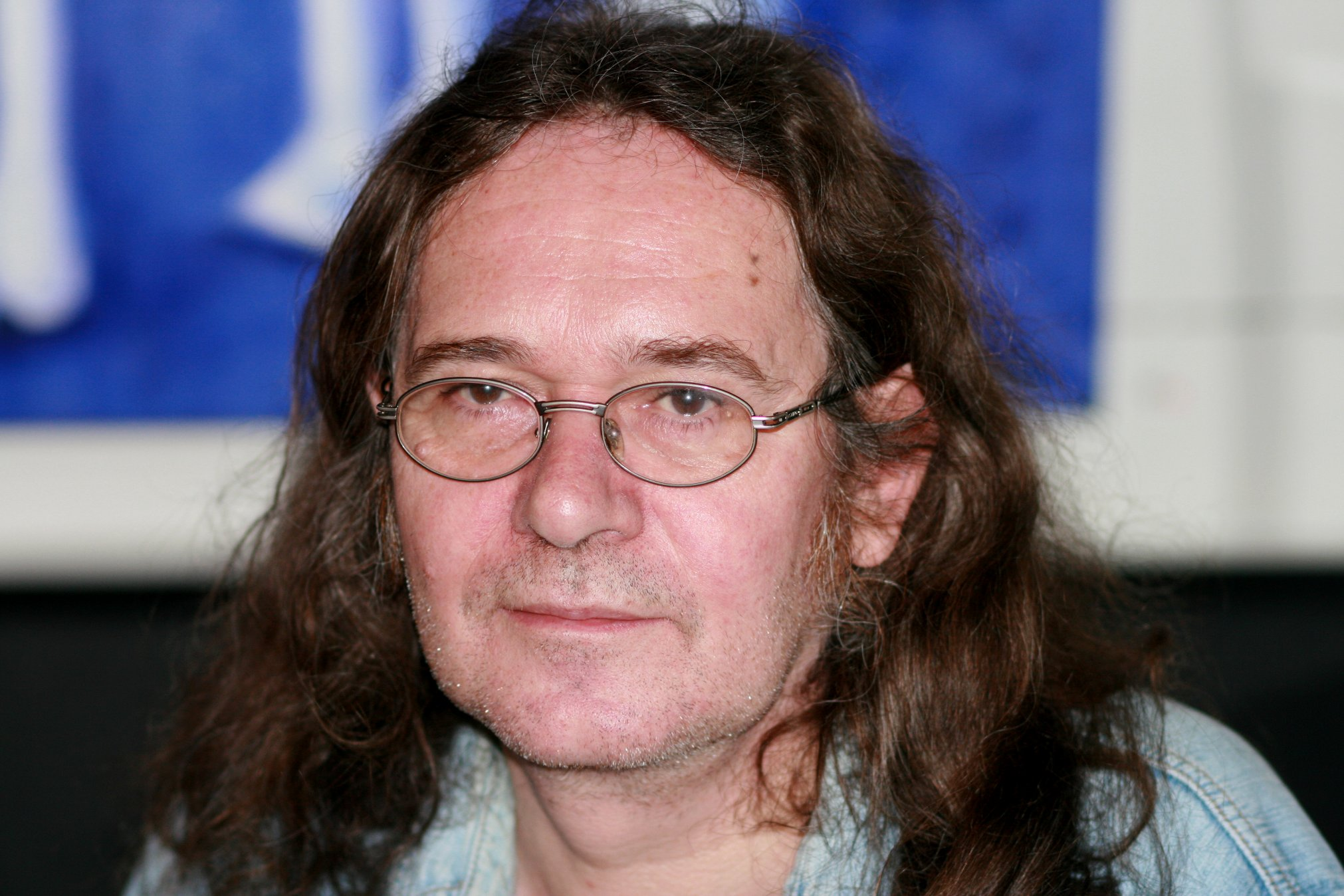
Ingvar Ambjørnsen (2007)

Ingvar Ambjørnsen (* 20. Mai 1956 in Tønsberg, Norwegen; † 19. Juli 2025 in Norwegen) war ein norwegischer Schriftsteller, bekannt durch seine Werke für Erwachsene, aber auch für Kinder und Jugendliche. Er lebte seit 1985 in Deutschland.

## Leben
Seine Kindheit verbrachte Ingvar Ambjørnsen in Larvik im südlichen Norwegen. Während der späten 1970er und frühen 1980er Jahre war er Teil der Hippie-, Aussteiger- und Hausbesetzer-Subkultur in Norwegen, arbeitete als Schriftsetzer und jobbte unter anderem als Gärtner, Fabrikarbeiter sowie als Pfleger in einer psychiatrischen Klinik. Einen Großteil dieser Zeit lebte Ambjørnsen in Bergen. Auf Reisen in europäische Länder und Metropolen eignete er sich eine stark multi- und jugendkulturell geprägte Sichtweise an, die in seinen späteren Werken immer wieder zum Vorschein kommt.
Seine Erfahrungen in den Randbereichen der Gesellschaft, laut Ambjørnsen seine „informelle Ausbildung zum Schriftsteller“, verarbeitete er ab den frühen 1980er Jahren in unterschiedlich autobiografisch geprägten Romanen und Kurzgeschichten. 1985 ließ er sich dauerhaft in Hamburg nieder. Als erster deutschsprachiger Ambjørnsen-Titel erschien 1986 im Buntbuch Verlag der Roman Sarons Haut. Weitere Ambjørnsen-Romane verlegte in den folgenden Jahren der linke Hamburger Verlag Edition Nautilus.
Seit Anfang 1990 gewann Ambjørnsen auch in Deutschland ein breiteres Publikum für sich. Ein Schritt war die zunächst beim Verlag Sauerländer erschienene Kinderbuchreihe Peter und der Prof, die es insgesamt auf ein knappes Dutzend Titel brachte. Furore machte seine Elling-Romanfolge ab Ende der 1990er Jahre. Sie wurde 2002 auszugsweise unter dem Namen Elling verfilmt und ist mit bislang rund 500.000 Kinobesuchern eine der erfolgreichsten norwegischen Romanverfilmungen seit dem Jahr 2000.
Auch für das Theaterstück Elling von Axel Hellstenius begann mit der Uraufführung 1999 am Oslo Nye Teater Centralteateret ein beachtlicher Erfolg. Nach der deutschsprachigen Erstaufführung 2003 im Schmidts Tivoli in Hamburg wurde es in ganz Deutschland an über 50 Theatern gespielt; Aufführungen in Österreich und der Schweiz folgten.
Neben seinen Romanen arbeitete Ambjørnsen als Autor oder Mitautor von Theaterstücken und Sachbüchern. In seinem Heimatland Norwegen wurde er mit mehreren Literaturpreisen ausgezeichnet. Dem breiten Publikum in Deutschland blieb er trotz rund dreißig Genre übergreifenden Veröffentlichungen wenig bekannt. Verheiratet war Ingvar Ambjørnsen mit der Übersetzerin Gabriele Haefs, die die meisten seiner Romane und Erzählungen ins Deutsche übertragen hat.
Im Herbst 2024 kehrte Ingvar Ambjørnsen, der an COPD litt, nach 40 Jahren in Hamburg nach Norwegen zurück, weil er nach den Worten seines Freundes Erik Fosnes Hansen „in seiner eigenen Sprache“ sterben wollte. Er starb am 19. Juli 2025 im Alter von 69 Jahren.

## Stil und Werk
Anders als in Norwegen, wo seine aus einem stark autobiografischen Blickwinkel geschilderten Eindrücke der Freak-Subkultur der 1970er Jahre früh Anklang fanden, waren die ins Deutsche übersetzten Romane von Ingvar Ambjørnsen zunächst eher ein Fall für ein kleines Insiderpublikum. Die 1986 erschienene Pulp-Story Sarons Haut schildert in hart montierten, teilweise surrealistisch anmutenden Textsequenzen die Odyssee eines jugendlichen Aussteigers auf der Suche nach der Liebe sowie dem Sinn des Lebens. Weiße Nigger, von vielen als eine verkappte Autobiografie angesehen, ist ein aus dem Blickwinkel des Insiders geschriebener Entwicklungsroman über die Drogen- und Aussteigerszene der 1970er und 1980er Jahre. Ähnliches gilt für den im Kleindealer-Milieu von Bergen angesiedelten Ambjørnsen-Erstling Der letzte Deal. In gesellschaftlich eher randständigen Zonen wie der Drogen- und Kleinkriminellenszene sowie dem Rotlichtmilieu spielen auch die drei Romane Stalins Augen, San Sebastian Blues und Die mechanische Frau.
In seinen Geschichten verbindet Ambjørnsen realistische, teilweise schonungslose und harte Milieuschilderungen mit einer Anteilnahme, die sich von postmodernen, popkulturellen oder zeitgeistbetonten Literaturströmungen deutlich absetzt. In seiner ab den späten Achtzigern erschienenen Jugendbuchserie Peter und der Prof kombiniert der Schriftsteller die Parteinahme für allgemeine Werte wie Gerechtigkeit und Solidarität mit den Schwachen mit der Thematisierung politischer Probleme wie Atomkraft, Menschenhandel, Rassismus und Neonazis. Mit der Figur des Elling, der nach dem Tod seiner Mutter, bei der er gelebt hat, zeitweise Psychiatrie-Insasse wird, hat Ambjørnsen einen Antihelden geschaffen, dessen Erlebnisse – wie der Erfolg des gleichnamigen Films aufzeigt – nicht nur den Benachteiligten der Gesellschaft Identifikationspunkte liefern, sondern auch einem breiteren Publikum.

## Veröffentlichungen

### Romane aus den 1980er und frühen 1990er Jahren
Die Seitenanzahl bei Sarons Haut bezieht sich auf die Erstauflage beim Hamburger Buntbuch-Verlag aus dem Jahr 1986. Weiße Nigger erschien zuerst bei Edition Nautilus in Hamburg. Zwei weitere dort erstaufgelegte Titel sind als Taschenbuch auch beim Goldmann Verlag (Stalins Augen) und beim Scherz Verlag (Die mechanische Frau) erschienen.
- Sarons Haut. Roman. S. Fischer, Frankfurt am Main 1988, ISBN 3-596-27576-8.
- Weiße Nigger. Roman. Rowohlt, Reinbek bei Hamburg 1992, ISBN 3-499-12977-9.
- Der letzte Deal. Roman. Edition Nautilus, Hamburg 1995, ISBN 3-89401-247-1.
- Stalins Augen. Roman. Edition Nautilus, Hamburg 2003 (2. Auflage), ISBN 3-89401-421-0.
- San Sebastian Blues. Roman. Edition Nautilus, Hamburg 1990, ISBN 3-89401-174-2.
- Die mechanische Frau. Roman. Edition Nautilus, Hamburg 1991, ISBN 3-89401-189-0.

### Jugendbuchreihe „Peter und der Prof“
Doppelte Erscheinungsdaten: Erste Jahreszahl markiert deutsche Erstveröffentlichung bei Verlag Sauerländer. Einige Titel dieser Reihe wurden auch beim Unionsverlag als Taschenbuch publiziert.
- Die Riesen fallen. Roman. Carlsen, München 1988/2001, ISBN 3-551-37118-0.
- Endstation Hauptbahnhof. Roman. Carlsen, München 1989/2002, ISBN 3-551-37142-3.
- Giftige Lügen. Roman. Carlsen, München 1990/2002, ISBN 3-551-37128-8.
- Wahrheit zu verkaufen. Roman. Unionsverlag, Zürich 1992/1999, ISBN 3-293-21041-4.
- Die blauen Wölfe. Roman. Verlag Sauerländer, Frankfurt am Main 1993, ISBN 3-7941-3663-2.
- Asphaltdichter. Roman. Carlsen, München 1995/2002, ISBN 3-551-37124-5.
- Flammen im Schnee. Roman. Sauerländer, Frankfurt am Main 1995/2002, ISBN 3-7941-3849-X.
- Nach dem Orkan. Roman. Sauerländer, Frankfurt am Main 1996, ISBN 3-7941-3877-5.
- Die Rache vom Himmel. Roman. Carlsen, München 1997/2001, ISBN 3-551-37111-3.
- Verrat auf See. Roman. Carlsen, München 2002, ISBN 3-551-37135-0.

### Elling-Reihe
Die Reihenfolge der Titelangabe orientiert sich an der Reihenfolge der Erstveröffentlichungen.
- Ausblick auf das Paradies. Roman. Piper, Frankfurt am Main 1998, ISBN 3-492-22575-6.
- Ententanz. Roman. Piper, Frankfurt am Main 1996, ISBN 3-89136-598-5. Neuauflage als: Nicht ohne meine Mutter. Roman. Piper, Frankfurt am Main 2005, ISBN 3-492-24393-2.
- Blutsbrüder. Roman. Scherz, Frankfurt am Main, ISBN 3-502-11900-7.
- Lieb mich morgen. Roman. Piper, Frankfurt am Main 2001, ISBN 3-492-23431-3.
- Echo eines Freundes. Roman. Edition Nautilus, Hamburg 2019, ISBN 978-3960541837

### Kurzgeschichten
Die aufgeführten Kurzgeschichten- und Erzählbände entstammen teilweise noch den frühen 1990ern.
- Der Mann im Schrank. Erzählungen. Edition Nautilus, Hamburg 1992, ISBN 978-3-89401-195-6.
- Das goldene Vakuum. Edition Nautilus, Hamburg 1993, ISBN 978-3-89401-220-5.
- Die dritte Frau. Reihe „Schwarze Hefte“ des Hamburger Abendblatts, Hamburg 1998, ISBN 978-3-921305-60-7.
- Schwarze Mutter. Erzählungen. Eiswasser, Vechta 1999, ISBN 978-3-924143-32-9.
- Die Gangster von Steinsund. Sauerländer, 2007, ISBN 978-3-7941-7065-4.

### Sachbücher
- Norwegen. Ein politisches Reisebuch. VSA, Hamburg 1988, ISBN 3-87975-442-X.
- mit Karen Babey, Gabriele Haefs, Hans A. Wirth: Hamburg zwischen Sekt und Selters 92. Der kritische Führer durch Kneipen, Cafés, Bars und Bistros. Ars Vivendi, Cadolzburg 1992, ISBN 3-927482-22-6.

### Kinderbuchreihe „Samson und Roberto“
- Und das soll Musik sein? Roman, 102 Seiten. Carlsen Verlag, Hamburg 2000, ISBN 3-551-55206-1.
- Aber wir müssen doch keine Angst haben, oder? Roman, 103 Seiten. Carlsen Verlag, Hamburg 2000, ISBN 3-551-55176-6.
- Wie finden wir DAS denn? Roman, 112 Seiten. Carlsen Verlag, Hamburg 2001, ISBN 3-551-55207-X.
- Glück und Spuk und ach herrje! Roman, 106 Seiten, dtv. junior, München 2018, ISBN 978-3-423-64036-7.

### Sonstige Titel
- mit Gabriele Haefs: Die Königin schläft. Fischer, Frankfurt am Main 2003, ISBN 3-596-16202-5.
- mit Gabriele Haefs: Die Puppe an der Decke. Fischer, Frankfurt am Main 2004, ISBN 3-596-16298-X.
- Innocentia Park. Roman. Scherz, Frankfurt am Main 2006, ISBN 3-502-10055-1.
- mit Norbert Fischer: Das Herzchen, das hier liegt, ist sein Leben los. Historische Friedhöfe in Deutschland. Am Galgenberg, Hamburg 1992, ISBN 3-87058-112-3.
- Axel Hellstenius: Elling. Schauspiel nach dem Roman „Blutsbrüder“. Übersetzt aus dem Norwegischen von Gabriele Haefs. Theaterverlag Whale Songs, Hamburg.
- Christine Bette Bopp, Stephanie Kunz und Helmut Zhuber: Ausblick auf das Paradies. Elling-Monolog nach dem gleichnamigen Roman. Theaterverlag Whale Songs, Hamburg.
- Axel Hellstenius: Samson und Roberto. Kinderstück nach dem Buch „Samson und Roberto: Aber wir müssen doch keine Angst haben, oder?“. Übersetzt aus dem Norwegischen von Gabriele Haefs. Theaterverlag Whale Songs, Hamburg.
- Den Oridongo hinauf. Roman. Aus dem Norwegischen von Gabriele Haefs. Edition Nautilus, Hamburg 2012, ISBN 978-3-89401-750-7.[4]
- Die Nacht träumt vom Tag. Roman. Deutsch von Gabriele Haefs. Edition Nautilus, Hamburg 2014, ISBN 978-3-89401-788-0.

### CDs
- mit Jens Wawrczeck, Heinz W. Kraehkamp, Jule Böwe: Elling schreibt. Der Audio Verlag, Freiburg 2003, ISBN 3-89813-260-9.

Die „Samson und Roberto“-Hör-CDs sind auch als Hörkassette erhältlich:
- mit Rainer Gussek, Corny Littmann, Peter Kampfe, Ilja Richter: Samson und Roberto: Aber wir müssen doch keine Angst haben, oder? Baumhaus Medien, 2002, ISBN 3-8315-2061-5.
- mit Rainer Gussek, Corny Littmann, Peter Kampfe, Ilja Richter: Samson und Roberto: Pater Pietros Geheimnis. Baumhaus Medien, 2004, ISBN 3-8315-2153-0.

## Auszeichnungen (Auswahl)
- 1986: Literaturstipendium der Stadt Hamburg
- 1988: Literaturstipendium der Stadt Lübeck mit Stadtschreiber-Wohnung im Buddenbrookhaus
- 1988: Cappelen-Preis
- 1990: Riverton-Preis für Den mekaniske kvinnen. Dt. Die mechanische Frau, Schulenburg, Hamburg 1990
- 1995: Brageprisen für Fugledansen. Dt. Ententanz. Rasch und Röhring, Hamburg 1996, ISBN 3-89136-598-5.
- 1996: Bokhandlerprisen für Brødre i blodet („Blutsbrüder“)
- 1999: Riksmålsforbundets litteraturpris
- 2009: Preis der Norwegischen Akademie
- 2023: Aschehoug-Literaturpreis